# Kampilan
Il kampilan era una spada largamente usata in tutto l'arcipelago filippino prima dell'arrivo degli spagnoli. Attualmente è utilizzata soltanto da alcune tribù musulmane dell'isola di Mindanao, come la tribù dei Maranao o come quella dei Maguindanao: è un'arma distintiva dei datu (re) o dei personaggi di alto rango.

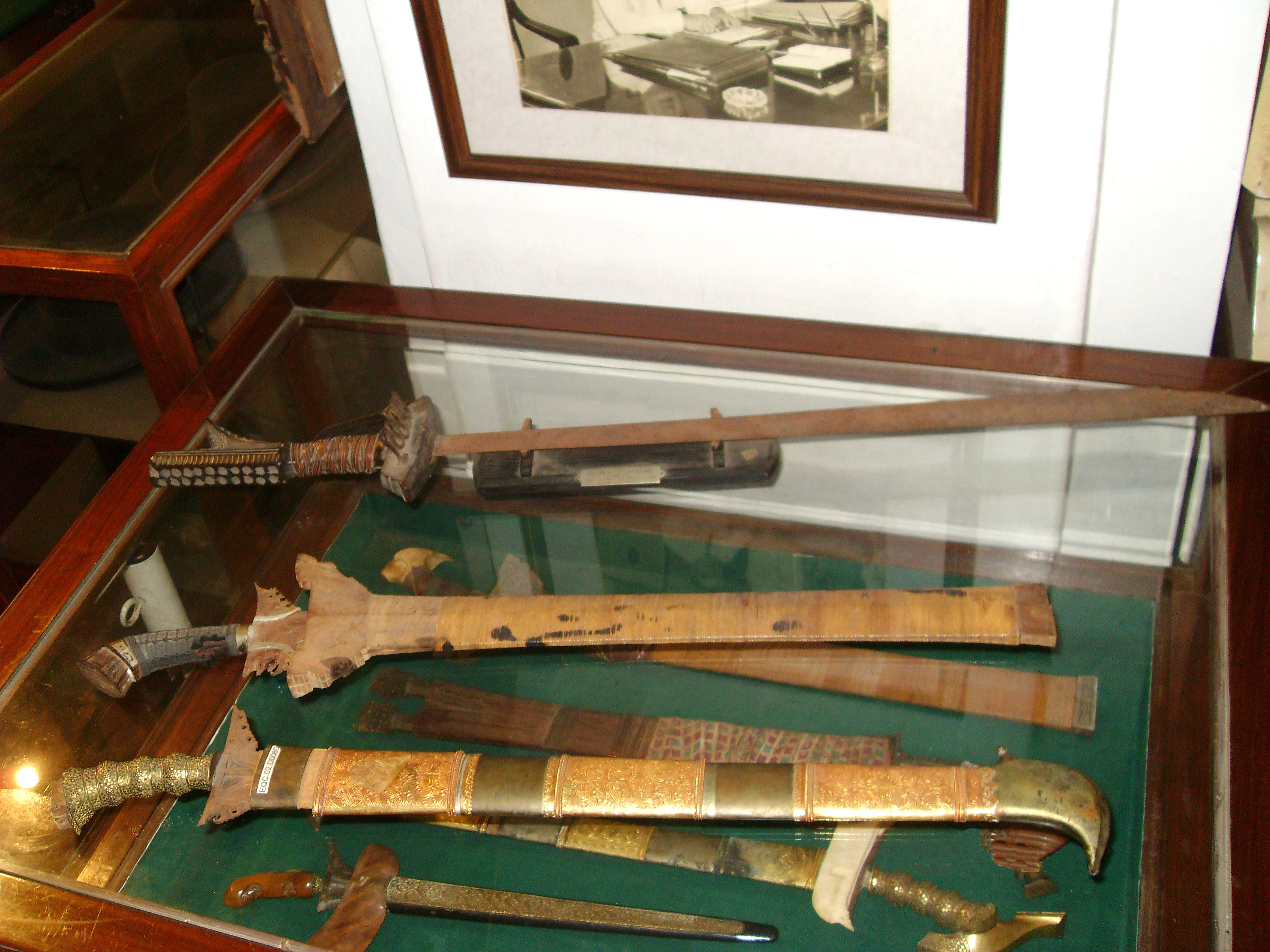
Spade in mostra al Quirino-Syquia museum di Vigan, Ilocos Sur. L'esemplare esposto in alto, sguainato, è un kampilan, gli altri sono delle varianti di kriss.

È formata da una lama generalmente lunga dai 40 ai 60 cm e dal dorso sottile. La lama del kampilan (a un solo filo) è relativamente stretta alla base e spessa con l'avvicinarsi del bordo, molto spesso si nota una sporgenza alla fine della lama formando così una doppia punta a forma di "V".
Il manico è esteso (solitamente è lungo 20 cm) per controbilanciare il peso della lama, la parte finale del manico è biforcuta: mentre la parte bassa segue la superficie della lama e sporge dritta, la parte superiore si curva all'insù. Molti dicono che il pomo doppio rappresenti le fauci spalancate di un coccodrillo mentre altri suppongono che esso rappresenti il Bakunawa, drago dell'antica mitologia filippina. La maggior parte delle else è costituito da legno duro indigeno (es. kamagong) e spesso dei ciuffi decorativi sono inseriti nelle parti inferiori delle else.
Di fronte al pomo vi è un'impugatura ricoperta di juta intrecciata o canna mentre alla base della lama vi è un guardamano stretto.
A differenza delle altre armi filippine (come ad esempio il kriss o il barong) il kampilan viene usato con due mani, è disegnato per dare colpi netti e taglienti ad ampio raggio.
Molte fonti storiche riferiscono che un singolo colpo di kampilan ben piazzato poteva tagliare un uomo in due dalla testa all'inguine.
Nella storia e nella cultura antica filippina compare spesso l'immagine di questa spada. Nelle Filippine si dice infatti che il grande esploratore Ferdinando Magellano sia perito sotto i colpi di quest'arma durante la battaglia di Mactan, avvenuta il 27 aprile del 1521. Il kampilan è anche citato in molti racconti epici delle Filippine come ad esempio l'Hinilawod della tribù degli Hiligaynon o come "Biag ni Lam-Ang" degli ilocano.
Nei libri di Emilio Salgari, il kampilan(g) è l'arma da combattimento dei dayaki, il popolo selvaggio che appoggia Sandokan nella guerra contro i colonizzatori inglesi del regno di Sarawak.

## Il kampilan giamaicano
Il kampilan giamaicano aveva un'impugnatura biforcuta come quello malese. La sua lama era però dritta e assai stretta con la punta finale uguale a quella di una sciabola d'abbordaggio.
Era lungo circa 100 cm.